# Grande Jogo

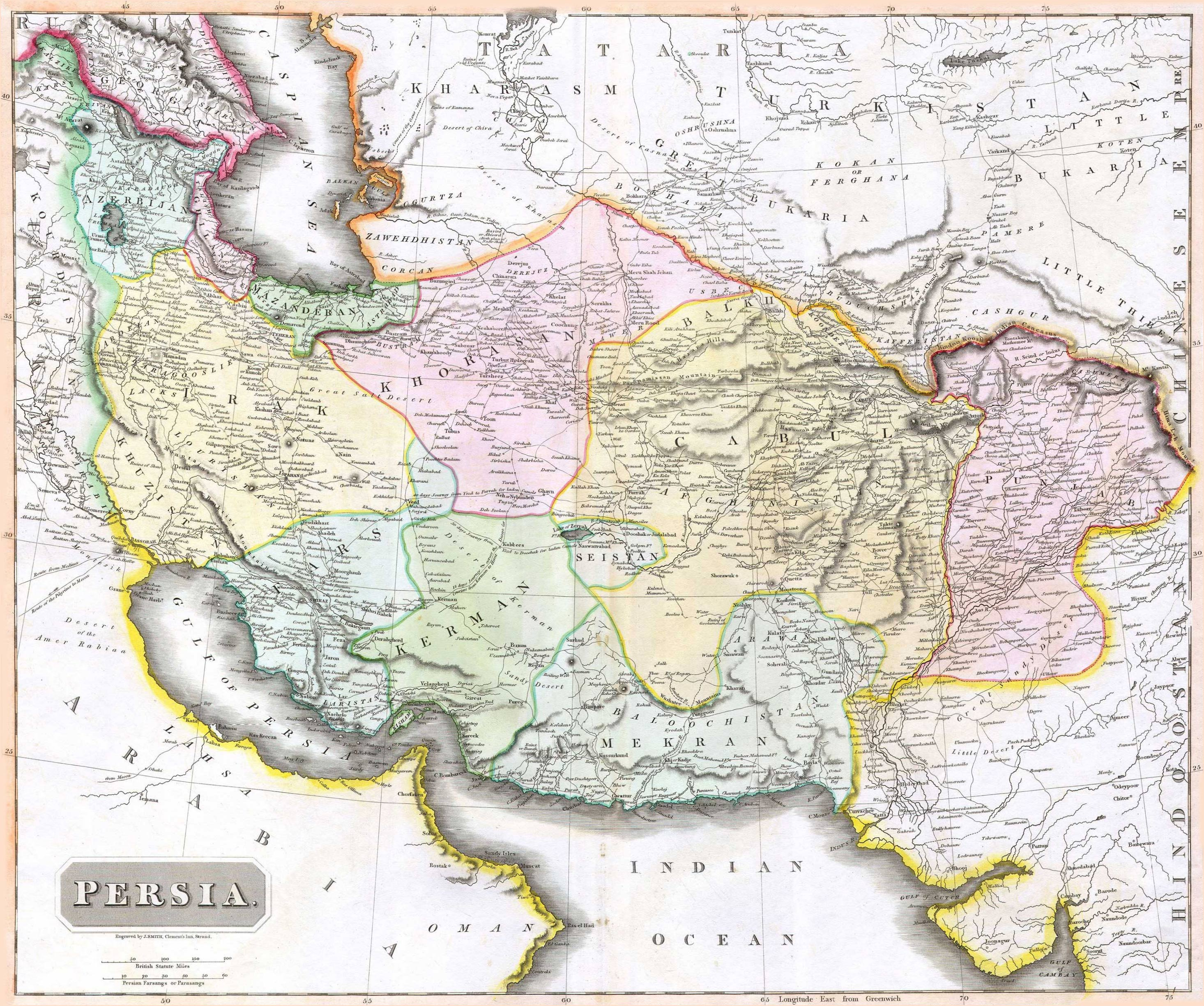
Pérsia no início do Grande Jogo em 1814

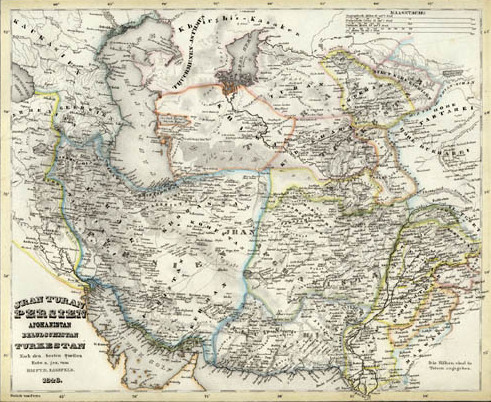
Ásia Central, cerca de 1848

O Grande Jogo é um termo usado para definir o conflito e a rivalidade estratégica entre o Império Britânico e o Império Russo pela supremacia na Ásia Central. O Grande Jogo é um período clássico geralmente considerado como decorrendo entre o Tratado Russo-Persa de 1813 até à Convenção Anglo-Russa de 1907. A fase menos intensa se seguiu à Revolução Bolchevique de 1917. Após a Segunda Guerra Mundial, no período pós-colonial, o termo continuou a ser utilizado para descrever as maquinações geopolíticas das grandes potências e potências regionais, visto que disputavam o poder geopolítico e influência na região.
O termo "O Grande Jogo" é geralmente atribuído a Arthur Conolly (1807-1842), um oficial de inteligência da Sexta Cavalaria Ligeira de Bengala da Companhia Britânica das Índias Orientais. O termo foi introduzido junto do grande público pelo romancista britânico Rudyard Kipling na sua novela Kim (1901).

## Origem e âmbito
No início do século XIX cerca de 2000 milhas separavam a Índia britânica e as regiões periféricas da Rússia Czarista. Muito do território na Ásia Central estava ainda por mapear. As cidades de Bucara, Quiva, Merv, Cocande e Tasquente eram virtualmente desconhecidas pelos estrangeiros. Uma vez que a expansão russa começou a ameaçar colidir com o crescente domínio britânico no subcontinente indiano, os dois grandes impérios entraram num subtil jogo de exploração, espionagem e diplomacia na região. Houve sempre ameaça de conflito, mas nunca ocorreu uma guerra direta entre as partes. O centro da atividade foi o Afeganistão.
O termo "Grande Jogo" não tinha correspondente em russo nem na historiografia soviética. A única prova do interesse russo em desafiar o Raj britânico foi a marcha indiana do imperador Paulo (1801), uma aventura quixotesca russo-francesa que chegou ao mar de Aral, a cerca de mil milhas do Passo Khyber. Mesmo assim, criou algum incômodo em Londres e fez recear por uma guerra entre a Grã-Bretanha e a Rússia.
Embora o Grande Jogo seja usado quase sempre como referência ao conflito entre interesses da Grã-Bretanha e da Rússia no Afeganistão, também havia intensa rivalidade na Pérsia e (mais tarde) no Tibete. A Grã-Bretanha estava alarmada com a expansão russa na Transcaucásia às custas da Pérsia. O Tratado de Gulistan (1813) e o Tratado de Turkmanchai (1826) resultaram em ganhos territoriais substanciais para o Czar. Para conter a expansão russa, os britânicos levaram a cabo a tarefa de reorganizar o obsoleto exército persa, transformado-o numa força armada competente. Houve uma série de crises diplomáticas entre Pérsia e Rússia, até certo grau instigadas pela embaixada britânica em Teerã. Uma delas resultou até no assassinato do embaixador russo, Alexander Griboyedov.
No início do século XX, o Irã do Norte tinha-se tornado praticamente um protetorado do Império Russo. Em certa altura da revolução constitucional persa, o coronel (cossaco) Vladimir Liakhov governou Teerã num governo militar com poderes ditatoriais. O centro do Grande Jogo mudou consideravelmente para leste. Os britânicos ficaram impressionados pelas expedições semimilitares de Nikolai Przhevalsky, Pyotr Kozlov, e outros exploradores russos que desbravaram as vastas extensões de Zungária e Sinquião. Houve um grande receio de que a Rússia anexasse esta parte remota do Império Qing. Assim, a Grã-Bretanha montou uma pequena expedição ao Tibete, retirando o Dalai Lama de Lhasa em 1904.

## Avanço russo na Ásia Central
Desde o século XVIII, a Rússia entrou em relações com os príncipes locais da região da Ásia Central situada à leste do Mar Cáspio. Só no século XIX foi, porém, chamada a atenção dos russos para estas planícies semidesérticas aos pés da serra do Turquestão, onde se criavam bovinos e bicho-de-seda e se cultivava o fumo e cânhamo; nas serras estavam as afamadas minas de ouro.
A partir de 1834, o governo russo cuidou da ocupação do litoral oriental do Cáspio, fazendo em seguida a malograda tentativa contra o Canato de Quiva (1839). A ação militar russa havia sido destinada a assegurar as comunicações entre o forte de Oremburgo (no rio Ural) e o forte de Omsk na região ocupada pelos cossacos. No entanto, esta entrada da Sibéria se achava sob frequentes incursões dos nômades agressivos.
Esta tentativa russa despertou a atenção da Inglaterra, já que seus domínios indianos e o Afeganistão se encontravam nas vizinhanças dos canatos de Quiva, Bucara e Cocande.

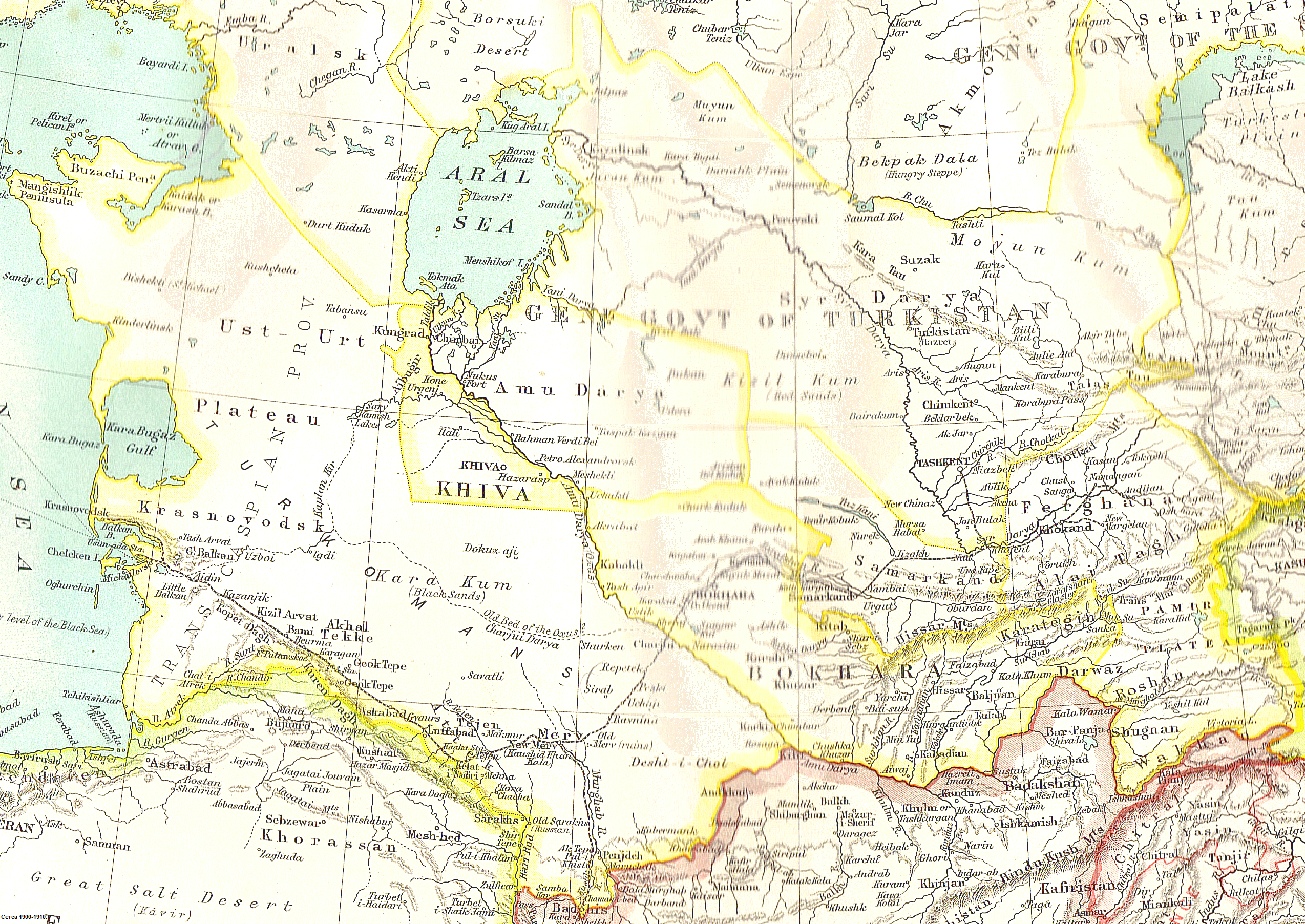
As fronteiras dos territórios da Rússia imperial de Quiva, Bucara e Cocande no período de 1902-1903

A Guerra da Crimeia fez a Rússia adiar um pouco sua penetração planejada para consolidar suas fronteiras siberianas no sul (nesse momento, os russos já tinham em mãos o Cazaquistão). Cresciam, porém, as necessidades russas de algodão, linho e outros recursos do Turquestão para suas fábricas. Daí haverem recomeçado em 1865 as tentativas russas com a ocupação ou conquista de Tasquente (1865), de Bokara (1866) e da velha cidade imperial de Samarkanda, capital de Tamerlão e antigo centro intelectual da Ásia Central (1868); Quiva cairia em 1873, seguida por Cocande em 1876. Finalmente, o General Skobelev tomou de assalto a fortaleza de Geok Tepe no Turcomenistão, enquanto o oásis de Merv era ocupado em 1884.
A expansão russa apoiou-se na ideologia do pan-eslavismo, ou seja, o desejo de união de todos os povos eslavos em um só Estado. Entretanto, o ideal do pan-eslavismo conduziu a outros caminhos: em sua expansão territorial pela Ásia a Rússia colonizou várias nacionalidades. Para assegurar a posse e o controle de seu imenso território e facilitar o povoamento, a Rússia construiu a Ferrovia Transcaucasiana (1883-1886), que, partindo de Moscou, atinge o Turquestão e se prolonga até o mar Cáspio, e a Ferrovia Transiberiana (1891-1904), que parte de Moscou, atravessa a Sibéria Ocidental e Oriental e termina em Vladivostok, no litoral do oceano Pacífico, depois de vencer uma distância de 9 330 km.
A partir de 1873, a Rússia iniciou tentativas de expansão em direção à Pérsia (atual Irã) e o Afeganistão. Os russos queriam um acesso ao Oceano Indico, através do Afeganistão; a Inglaterra desejava transformá-lo em Estado-tampão, para proteger a Índia do expansionismo russo.
Por fim, a Rússia Soviética substituiu os canatos e emirados sob a soberania russa e redistribuiu sobre as bases nacionais os territórios do Turquestão em cinco Repúblicas Socialistas Soviéticas (1924): Casaquistão, Uzbequistão, Quirguistão, Turcomenistão e Tadjiquistão.

## Rivalidade russo-britânica no Afeganistão

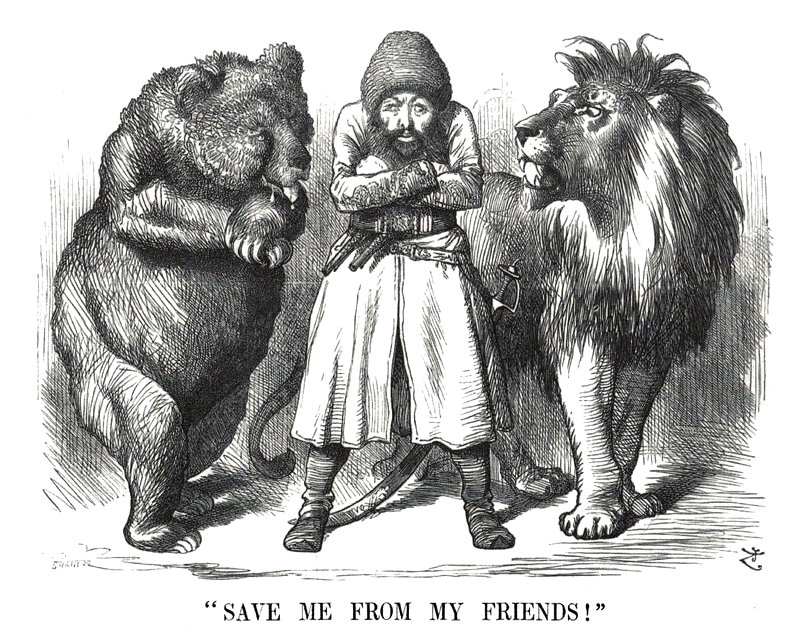
Caricatura política representando o Emir afegão Sher Ali com seus "amigos": o Urso da Rússia e o Leão da Grã-Bretanha (1878)

Do ponto de vista britânico, a expansão do Império Russo na Ásia Central ameaçava destruir a "joia da coroa" do Império Britânico, a Índia britânica. Os ingleses temiam que as tropas do czar fossem dominar os canatos da Ásia Central (Quiva, Bucara, Cocande) um após o outro. O Emirado do Afeganistão poderia, então, tornar-se um ponto de preparo para uma invasão russa da Índia.
Foi com essas ideias em mente que, em 1838, os britânicos lançaram a Primeira Guerra Anglo-Afegã e tentaram impor um regime fantoche no Afeganistão sob Shuja Shah. O regime teve vida curta e mostrou-se insustentável, sem apoio militar britânico. Em 1842, multidões atacavam os britânicos pelas ruas de Cabul e a guarnição britânica foi forçada a abandonar a cidade devido aos constantes ataques de civis.
A retirada do exército britânico consistiu em cerca de 4 500 soldados (dos quais apenas 690 eram europeus) e 12 000 do pessoal de apoio. Durante uma série de ataques dos guerreiros afegãos, todos os europeus, exceto um, William Brydon, foram mortos na marcha de volta para a Índia; alguns soldados indianos também sobreviveram e atravessaram a Índia posteriormente. Os britânicos limitaram as suas ambições no Afeganistão após esta humilhante retirada de Cabul.
Após a rebelião indiana de 1857, os sucessivos governos britânicos viram o Afeganistão como um estado-tampão. Os russos, liderados por Konstantin Kaufman, Mikhail Skobelev e Mikhail Chernyayev, continuaram a avançar firmemente em direção ao sul pela Ásia Central para o Afeganistão, e em 1865, Tasquente foi formalmente anexada.
Samarkand tornou-se parte do Império Russo em 1868, e a independência de Bucara foi praticamente arrancada em um tratado de paz no mesmo ano. O controle russo foi então alargado até a margem norte do Rio Amu Darya.
Em uma carta à Rainha Vitória, o primeiro-ministro Benjamin Disraeli propôs "limpar a Ásia Central dos moscovitas e conduzi-los para o Cáspio". Introduziu a Lei dos Títulos Reais de 1876, que acrescentou a Rainha Vitória o título de "Imperatriz da Índia", pondo-a ao mesmo nível que o imperador russo.
Depois que a Grande Crise do Oriente estourou, os russos enviaram uma missão diplomática sem ser convidada a Cabul em 1878, a Grã-Bretanha exigiu que o governante do Afeganistão, Xer Ali Cã, aceitasse uma missão diplomática britânica. A missão retornou, e em retaliação uma força de 40.000 homens foi enviada através da fronteira - iniciando a Segunda Guerra Anglo-Afegã. A segunda guerra foi quase tão desastrosa como a primeira para os britânicos, e até 1881, eles se retiraram outra vez de Cabul. A conclusão da guerra deixou Abderramão Cã no trono, que concordou em deixar que os britânicos controlassem a política externa do Afeganistão, enquanto consolidou sua posição no trono. Ele conseguiu reprimir as rebeliões internas com implacável eficiência e trouxe grande parte do país sob o controle central.
Em 1884, o expansionismo russo provocou outra crise - o Incidente de Panjdeh - quando tomaram o oásis de Merv. Os russos reivindicaram todo o território do antigo governante e lutaram com as tropas afegãs ao longo do oásis de Panjdeh. Na iminência de uma guerra entre as duas grandes potências, os britânicos decidiram aceitar a possessão russa do território norte de Amu Darya como um fato consumado.
Sem qualquer opinião afegã sobre o assunto, entre 1885 e 1888, a Comissão Conjunta Fronteira Anglo-Russa aprovou que os russos abandonariam o território mais afastado capturado em seu avanço, mas manteriam Panjdeh. O acordo delineou uma fronteira permanente afegã no norte do Amu Darya, com a perda de uma grande quantidade de território, especialmente em torno de Panjdeh.
Isso deixou a fronteira leste do lago Zorkul no Wakhan. O território desta área era reivindicado pela Rússia, Afeganistão e China. Na década de 1880, os afegãos avançaram ao norte do lago para o Alichur Pamir. Em 1891, a Rússia enviou uma força militar para Wakhan e provocou um incidente diplomático, ordenando que o capitão britânico Francis Younghusband deixasse Baza'iGonbad na Pequena Pamir. Este incidente, bem como o relatório de uma incursão por cossacos russos ao sul do Indocuche, levaram os britânicos a suspeitar do envolvimento russo "com os governantes dos insignificantes Estados na fronteira norte de Caxemira e Jammu". Esta foi a razão para a Campanha de Hunza-Nagar, em 1891, após a qual o controle britânico foi estabelecido ao longo de Hunza e Nagar. Em 1892, os britânicos enviaram o Conde de Dunmore para o Pamir para investigar. A Grã-Bretanha estava preocupada que a Rússia iria tirar proveito da fraqueza chinesa no policiamento da região para ganhar território, e em 1893 chegou a um acordo com a Rússia para demarcar o restante da fronteira, um processo concluído em 1895.

## O Grande Jogo se desloca para o leste
Na década de 1890, os canatos da Ásia Central de Quiva, Bucara e Cocande caíram, tornando-se vassalos russos. Com a Ásia Central sob controle do czar, o Grande Jogo agora desloca-se para o leste da China, Mongólia e Tibete. Em 1904, os britânicos invadiram Lhasa, um ataque preventivo contra as intrigas russas e reuniões secretas entre o 13ª Dalai Lama e o enviado do Czar Nicolau II. O Dalai Lama fugiu para o exílio para a China e Mongólia. Os britânicos estavam muito preocupados com a possibilidade de uma invasão russa da colônia da coroa da Índia, embora a Rússia - gravemente derrotada pelo Japão na Guerra Russo-Japonesa e enfraquecida por uma rebelião interna - não poderia realmente ter recursos para um conflito militar contra a Grã-Bretanha. A China sob Dinastia Qing, no entanto, era outra questão.
O Império do Meio estava gravemente atrofiado sob os manchus, a casta étnica dominante da Dinastia Qing. Dois séculos e meio de vida decadente, disputas fratricidas e impenetrabilidade para um mundo em mudança tinham enfraquecido o Império. Os armamentos e as táticas militares da China estavam ultrapassadas, mesmo medievais. As modernas fábricas, pontes de aço, ferrovias e telégrafos eram quase inexistentes na maioria das regiões. Os desastres naturais, fome e rebeliões internas haviam debilitado ainda mais a China. No final do século XIX, o Japão e as grandes potências facilmente esculpiram concessões comerciais e territoriais. Estas, foram submissões humilhantes para os manchus uma vez muito poderosos. Ainda assim, a lição central da guerra com o Japão não passou despercebida ao General de Estado-Maior russo: um país asiático utilizando a tecnologia ocidental e métodos de produção industrial poderia derrotar uma grande potência europeia.
Em 1906, o czar Nicolau II enviou um agente secreto para a China para coletar inteligência sobre a reforma e modernização da Dinastia Qing. A tarefa foi dada à Carl Gustaf Emil Mannerheim, na época um coronel do exército russo, que viajou para a China com o sinólogo francês Paul Pelliot. Mannerheim se disfarçou como um coletor etnográfico, usando um passaporte finlandês. A Finlândia era, na época, um Grão-Ducado. Por dois anos, Mannerheim passou por Xinjiang, Gansu, Shaanxi, Henan, Shanxi e Mongólia Interior até Pequim. Na montanha sagrada budista de Wutai Shan conheceu até o 13ª Dalai Lama. No entanto, enquanto Mannerheim estava na China em 1907, a Rússia e a Grã-Bretanha intermediavam o acordo anglo-russo, terminando o período clássico do Grande Jogo.

## Aliança anglo-russa

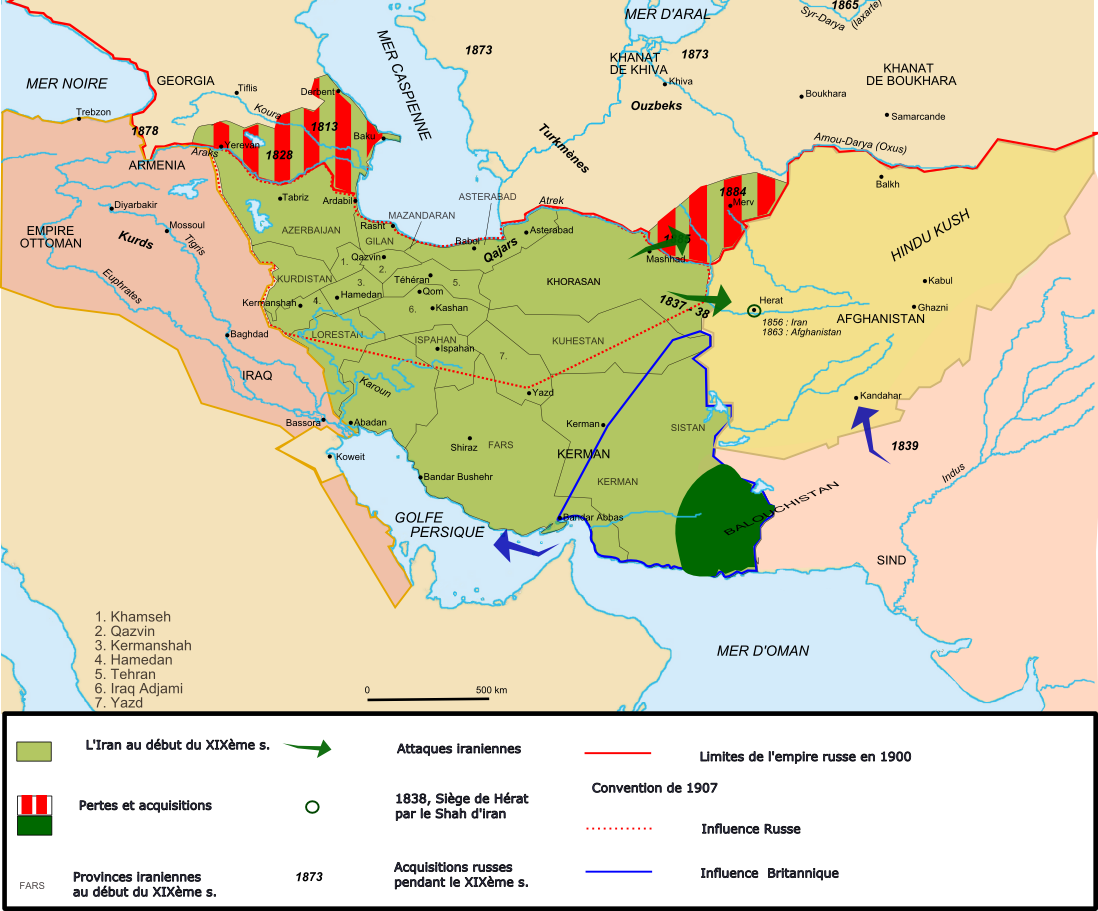
O Irã sob a dinastia Qājār

No período que antecedeu a Primeira Guerra Mundial, ambos os impérios ficaram alarmados com o aumento da atividade do recém unificado Império Alemão no  Oriente Médio, nomeadamente o projeto alemão da Ferrovia Berlim-Bagdá, que abriria a Mesopotâmia e a Pérsia ao comércio e tecnologia alemã. Os ministros Alexander Izvolsky e Edward Grey concordaram em resolver seus conflitos de longa data na Ásia, a fim de  tornar eficaz uma posição contra o avanço alemão na região. A Convenção Anglo-Russa de 1907 trouxe o próximo período clássico do Grande Jogo.
Os russos aceitaram que as políticas de Afeganistão estavam unicamente sob controle britânico desde que os britânicos garantissem não alterar o regime. A Rússia concordou em realizar todas as relações políticas com o Afeganistão através dos britânicos. Os britânicos concordaram que iriam manter as fronteiras atuais e desencorajar fortemente qualquer tentativa de interferir pelo Afeganistão em território russo. A Pérsia foi dividida em três zonas: uma zona britânica no sul, uma zona russa no norte do país, e uma estreita zona neutra servindo como tampão no meio. Em relação ao Tibete, as duas potências concordaram em manter a integridade territorial desse Estado-tampão e "para lidar com Lhasa somente através da China, o poder suserano".

## A menos intensa rivalidade anglo-soviética

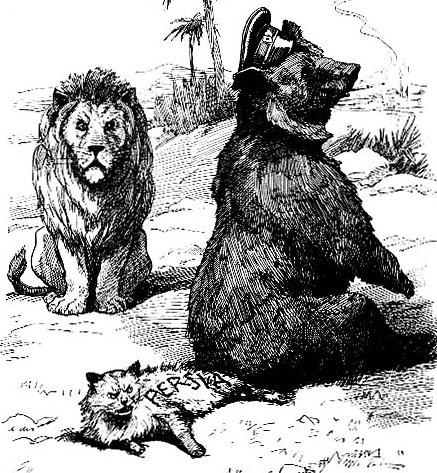
No subtítulo de uma revista satírica inglesa de 1911 se lê: "Se não tivéssemos um conhecimento aprofundado, eu (leão britânico) poderia ser quase tentado a perguntar o que você (urso russo) está fazendo lá com o nosso pequeno companheiro do jogo (gato persa)"

A Revolução Bolchevique de 1917 anulou tratados existentes e uma segunda fase do grande jogo começou.  A Terceira Guerra Anglo-Afegã de 1919 foi precipitada pelo assassinato do então governante Habibullah Khan.  Seu filho e sucessor Amanullah Shah declarou a independência total e os britânicos atacaram o norte da fronteira da Índia.  Embora pouco se ganhou militarmente, o impasse foi resolvido com o Tratado de Rawalpindi  de 1919. O Afeganistão restabeleceu a sua autodeterminação em matéria de assuntos externos.
Em maio de 1921, o Afeganistão e a República da Rússia Soviética assinaram um Tratado de Amizade.  Os soviéticos forneceram a Amanullah auxílio sob a forma de dinheiro, tecnologia e equipamento militar. A Influência britânica no Afeganistão diminuiu, mas as relações entre o Afeganistão e os russos permaneceram ambíguas, com muitos afegãos desejando recuperar o controle de Merv e Panjdeh. Os soviéticos, por seu lado, pretendiam extrair mais do tratado de amizade que Amanullah estava disposto a dar.
O Reino Unido impôs pequenas sanções diplomáticas como uma resposta ao tratado, temendo que Amanullah estivesse saindo da sua esfera de influência e percebendo que a política do governo do Afeganistão era ter o controle de todos os grupos de língua pashtun em ambos os lados da Linha Durand.  Em 1923, Amanullah respondeu, tomando o título de padshah - "imperador" - e oferecendo refúgio para os muçulmanos que fugiram da União Soviética e aos indianos nacionalistas exilados do Raj.
O programa de reformas de Amanullah, contudo, foi insuficiente para fortalecer o exército com rapidez suficiente - em 1928 abdicou sob pressão. O indivíduo que mais se beneficiou da crise foi Mohammed Nadir Shah, que reinou de 1929 a 1933. Ambos, os soviéticos e os britânicos, jogaram a situação a seu favor: os soviéticos colaboraram receberam ajuda dos afegãos para lidar com a rebelião usbeque em 1930 e 1931, enquanto os britânicos auxiliaram o Afeganistão na criação de um exército profissional de 40 000 homens.
Com o advento da Segunda Guerra Mundial, veio a suspensão temporária de interesses e o alinhamento britânico e soviético: em 1940, ambos os governos pressionaram o Afeganistão para a remoção de um grande contingente não diplomático alemão, que eles acreditavam estar envolvido em espionagem. Inicialmente, isto foi rejeitado. Em 1941, houve a invasão anglo-soviética do Irã. Embora um país neutro, o xá Reza Pahlevi havia trazido o Irã mais próximo da Alemanha. Isto motiva os britânicos, que temiam que a Refinaria de Petróleo de Abadan, pudesse cair em mãos alemãs; para os soviéticos, o Irã era um país de extrema importância estratégica. As duas nações Aliadas, então, passaram a aplicar pressão sobre o Irã e o xá, mas isto só levou ao aumento da tensão e a discursos pró-alemão. O Xá recusou-se a expulsar os muitos cidadãos alemães residentes no Irã, e negou a utilização do transporte ferroviário para os Aliados, o que, juntamente com as preocupações estratégicas, levou a Grã-Bretanha e a União Soviética a lançar uma invasão. A finalidade da invasão, portanto, era fixar campos petrolíferos iranianos e assegurar linhas de abastecimento para os soviéticos. Com este período de cooperação entre a URSS e do Reino Unido, o grande jogo entre as duas potências chegaria a um fim.

## Novo Grande Jogo

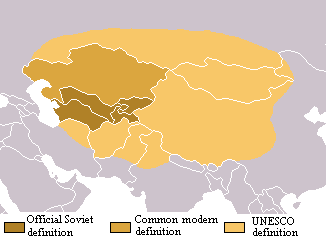
Ásia Central: região de disputas históricas

### Fim da Guerra Fria até 2001
Na década de 1990, o uso da expressão " Novo Grande Jogo" em referência ao clássico "Grande Jogo" surgiu para descrever a competição entre as várias potências ocidentais, a Rússia e a China pela influência política e acesso a matérias-primas na Eurásia Central, "a influência, o poder, a hegemonia e os lucros na Ásia Central e na Transcaucásia".
Muitos autores e analistas viram nesse novo "jogo" como centrado em torno da política do petróleo regional nas repúblicas da Ásia Central.  A Noopolitik desempenha um papel mais importante do que nunca, o equilíbrio de poder do Novo Grande Jogo; e, em vez de competir pelo controle real sobre uma área geográfica  – "o transporte tubular, as rotas dos petroleiros, os consórcios e contratos petrolíferos" - são os prêmios do Novo Grande Jogo.

### 2001 até o presente
Na sequência dos ataques contra os Estados Unidos em 11 de setembro de 2001, os Estados Unidos invadiram o Afeganistão, a fim de ajudar os rebeldes afegãos da Aliança do Norte na remoção do regime talibã, que havia permitido que a Al-Qaeda operasse campos de treinamento no Afeganistão. Até o final de 2001, o regime Talibã havia perdido o controle da maior parte do território que ocupava e suas lideranças atravessaram a fronteira para as áreas tribais do Paquistão. As forças dos Estados Unidos e seus aliados da OTAN permaneceram no Afeganistão apoiando o atual regime do presidente Hamid Karzai. Isto levou a novos esforços geopolíticos pelo controle e influência na região. Muitos analistas também fazem comparações destas maquinações políticas do Grande Jogo como era jogado pelos russos e britânicos no século XIX , ou descrevendo-as como parte de um contínuo Grande Jogo, e se tornou predominante na literatura sobre a região, aparecendo em títulos de livros, revistas acadêmicas, artigos de notícias e relatórios governamentais. Embora os recursos energéticos e bases militares sejam mencionadas como parte do Grande Jogo, assim são as disputas continuas pelas vantagens estratégicas entre grandes potências e entre as potências regionais nas regiões montanhosas fronteiriças do Himalaia. No século XXI, o Grande Jogo continua.

## Críticas
Em  Myth and Reality in the Great Game, Gerald Morgan abordou o assunto ao examinar vários departamentos do Raj para determinar se alguma vez existiu uma rede de inteligência britânica na Ásia Central. Morgan escreveu que a evidência de tal rede não existe. Na melhor das hipóteses, os esforços para a obtenção de informações sobre movimentos russos na Ásia Central foram raras aventuras ad hoc. Na pior das hipóteses, intrigas semelhantes às aventuras em Kim são rumores infundados e Morgan escreve que tais rumores "estavam sempre em circulação comum na Ásia Central e adaptados tanto para a Rússia como para a Grã-Bretanha".
Em sua palestra “The Legend of the Great Game”, Malcolm Yapp afirmou que os britânicos usaram o termo "The Great Game" em fins do século XIX para descrever várias coisas diferentes em relação aos seus interesses na Ásia. Yapp acredita que a principal preocupação das autoridades britânicas na Índia era o controle da população indígena, não a prevenção de uma invasão russa.
De acordo com Yapp, "entender a história do Império Britânico na Índia e no Oriente Médio fica-se impressionado pela proeminência e a irrealidade dos debates estratégicos".